# North Fork
North Fork é uma área não incorporada do condado de Elko, no estado de Nevada, Estados Unidos.

## História
North Fork começou como estação de carruagens em 1870, fornecendo alimentação e alojamento dos viajantes. Umas poucas famílias foram para North Fork nos finais da década de 1870 e em 1880 a população passou para treze pessoas. A área era ideal para as atividades de rancho. Abriu uma estação de correios abriu em janeiro de 1889 e a população era 75 habitantes. Havia um hotel, saloon, mercearia e uma escola. 
A atividade ligada à exploração rancheira passou a ser atividade principal e a população passou para 122 habitantes em 1890. Com o advento da indústria automóvel, as linhas de carruagens terminaram. Nos inícios da década de 1940 muitos ranchos começaram a mudar de mãos e muitos fundiram-se dando lugar a grandes propriedades. Pouco resta dos primeiros tempos de North Fork algumas ruínas.

## Código Zip
- O código zip (código postal nos Estados Unidos) é 89801